# Bactrocera lacerata
Bactrocera lacerata är en tvåvingeart som beskrevs av White och Neal L. Evenhuis 1999. Bactrocera lacerata ingår i släktet Bactrocera och familjen borrflugor. Inga underarter finns listade.